# Juliher Nazareno
Juliher Nazareno (Milagro, Ecuador, 7 de septiembre de 1993) es un futbolista ecuatoriano.

## Clubes
| Club              | País    | Año         |
| ----------------- | ------- | ----------- |
| Pilahuin Tío      | Ecuador | 2012 - 2013 |
| Rocafuerte SC     | Ecuador | 2014        |
| Deportivo Otavalo | Ecuador | 2015        |
| Macará            | Ecuador | 2016- 2017  |

## Palmarés

### Campeonatos nacionales
| Título  | Club   | País    | Año  |
| ------- | ------ | ------- | ---- |
| Serie B | Macará | Ecuador | 2016 |